# Species (film)
Species är en amerikansk långfilm inom skräck- och science fiction-genren från 1995, i regi av Roger Donaldson.

## Handling
Man får kontakt med utomjordiska, människoliknande väsen via SETI-programmet. De skickar först information om hur man får fram obegränsat med bränsle. Nästa utskick innehåller emellertid utomjordiskt DNA och information om hur man kan slå samman detta med mänskligt DNA. Ett forskarlag under ledning av Xavier Fitch (Ben Kingsley) utför denna sammanfogning, och man skapar mänskliga ägg med den utomjordiska informationen i sig. Ett av dessa utvecklas till en flicka, som efter bara tre månader synes vara i 12-årsåldern. Sil, som hon kallas, börjar snart uppföra sig våldsamt och man bestämmer sig för att avbryta experimentet genom att döda henne. Emellertid bryter hon sig ut, varpå en katt-och-råtta-lek mellan henne och forskarteamet börjar.

## Rollista
| Ben Kingsley       | – Xavier Fitch      |
| Natasha Henstridge | – Sil               |
| Michael Madsen     | – Preston Lennox    |
| Alfred Molina      | – Dr. Stephen Arden |
| Forest Whitaker    | – Dan Smithson      |
| Marg Helgenberger  | – Dr. Laura Baker   |
| Michelle Williams  | – Sil som ung       |